# Euploea occulta
Euploea occulta är en fjärilsart som beskrevs av Butler 1877. Euploea occulta ingår i släktet Euploea och familjen praktfjärilar. Inga underarter finns listade i Catalogue of Life.